# حداد بن مالك
حداد بن مالك جد جاهلي عدناني من بني مالك من قبيلة كنانة العدنانية غرب الجزيرة العربية.

## نسبه
- هو: حداد بني مالك بن كنانة بن خزيمة بن مدركة بن إلياس بن مضر بن نزار بن معد بن عدنان.[1]

## مشاهير من بني حداد بن مالك
- الحدادية والدة الشاعر قيس بن الحدادية الخزاعي.